# パカヤ
パカヤ（西: Pacaya）は、グアテマラの首都グアテマラシティから南に30kmの距離にある安山岩や玄武岩で構成された複合式火山である。最初の噴火はおよそ2万3000年前で、スペインによる植民地時代の1565年から少なくとも23回の活動記録が残る、中央アメリカで最も活動的な火山である。穏やかなストロンボリ式噴火が活動の中心だが、時には激しいプリニー式噴火を引き起こし、グアテマラシティにまで降灰が及ぶこともある。

## 活動の歴史
パカヤ火山は、環太平洋造山帯のうち中央アメリカ火山弧に位置している。約30万年ほど前からこの地では巨大な噴火活動が繰り返され、後のアマティトラン湖となる巨大なカルデラが形成された。約2万3000年前に最後のカルデラ噴火を終えた後、いくつか生まれた後カルデラ火山の中で最も大きな山体こそが、このパカヤ火山である。約1100年ほど前に巨大な山体崩壊を引き起こし、太平洋側に膨大な土砂を押し流して馬蹄形の火口が形成された。現在の山頂は、その中に生まれた新たな中央火口丘である。

## 近年の噴火
現在でもほぼ毎日のように噴火を繰り返すパカヤ山は人気の観光地でもあるが、その一方で近隣に被害を及ぼすこともある。1998年には1500 - 5000mの高さに噴煙が上がり、火山灰や熔岩を噴出した。2006年には山腹から溶岩流を流出させている。

### 2010年5月の噴火
2010年5月27日、パカヤ火山は噴火を起こした。20時間後にも強い噴火があり、放出された岩屑や火山灰が柱状に立ち昇り、その高さは1,500mにも及んだ。この噴火により、火山北西のグアテマラシティ、ラ・アウロラ国際空港を含む多くの市街地に火山灰が降った。
グアテマラ国家災害対策調整委員会 (CONRED) は近傍のコミュニティに対して非常警報を宣言し、避難を勧告したものの、噴火を最初にレポートした中の一人、Noti7 のレポーター Anibal Archila が火山岩屑によって死亡した。グアテマラ大統領アルバロ・コロンは火山近隣における災害の国家宣言を行い、教育省はグアテマラ県、エスクィントラ県、サカテペケス県の学校を閉鎖した。
さらに、この時期に発生した熱帯暴風雨アガサによる激しい雨で緊急事態はさらに悪化、火山泥流（ラハール）や地すべり、国中の広範囲での洪水などが生じた。しかしながら、コーヒー豆の栽培地で働く人々は、この嵐によってもたらされた雨が木に積もった火山灰を取り除いてくれたため、有益であったと考えている。

## 画像集

Pacaya
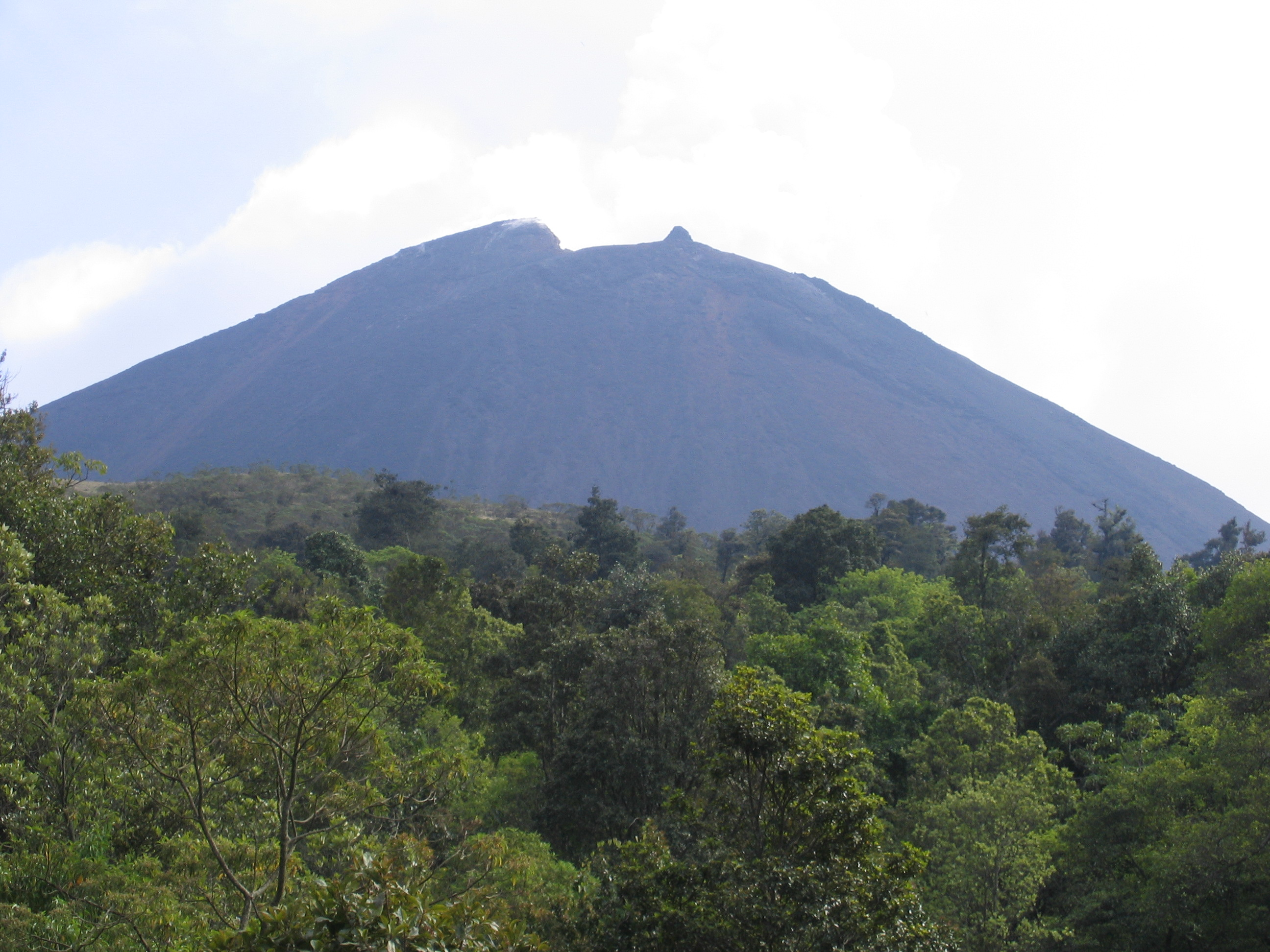
パカヤ火山
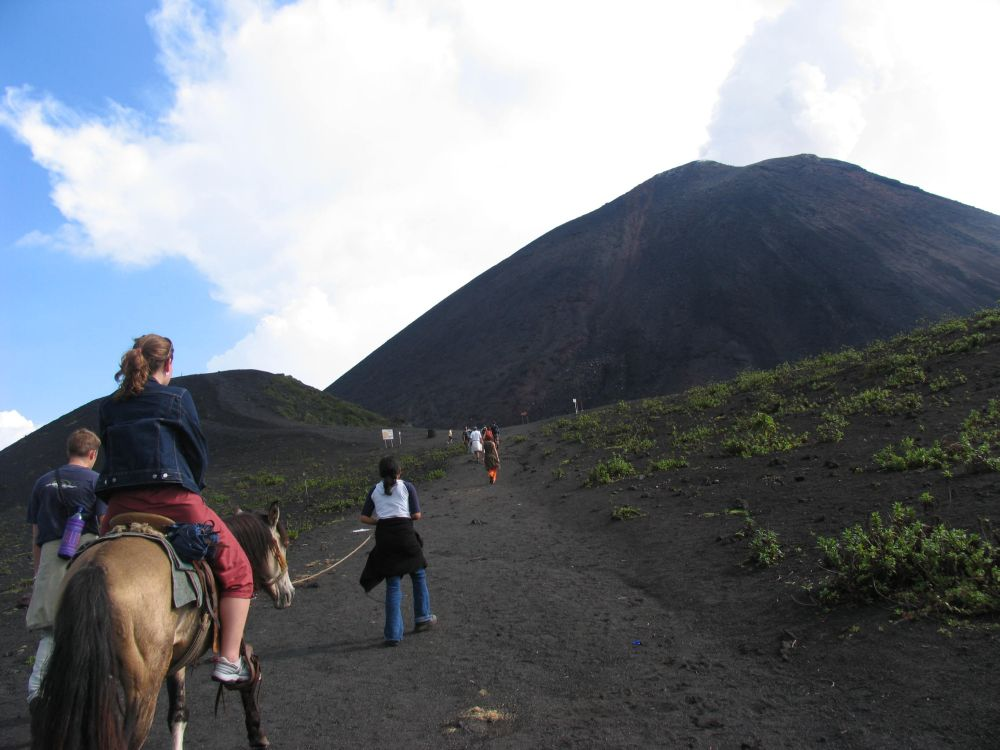
登山者
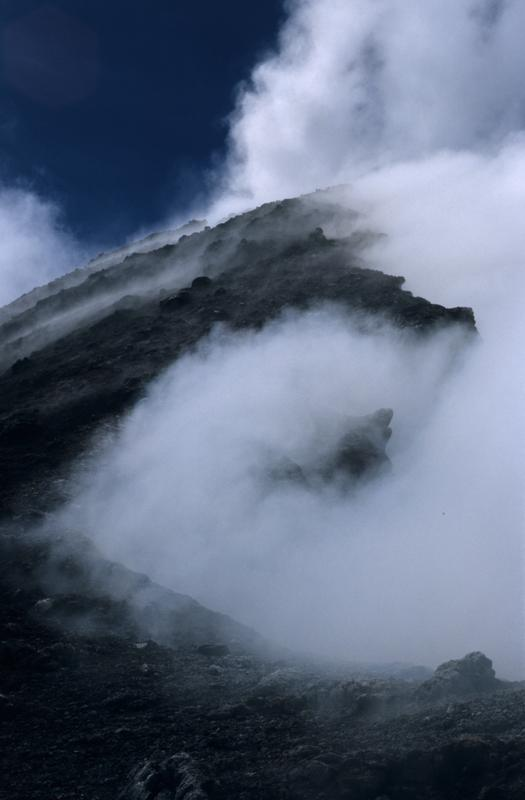
噴煙
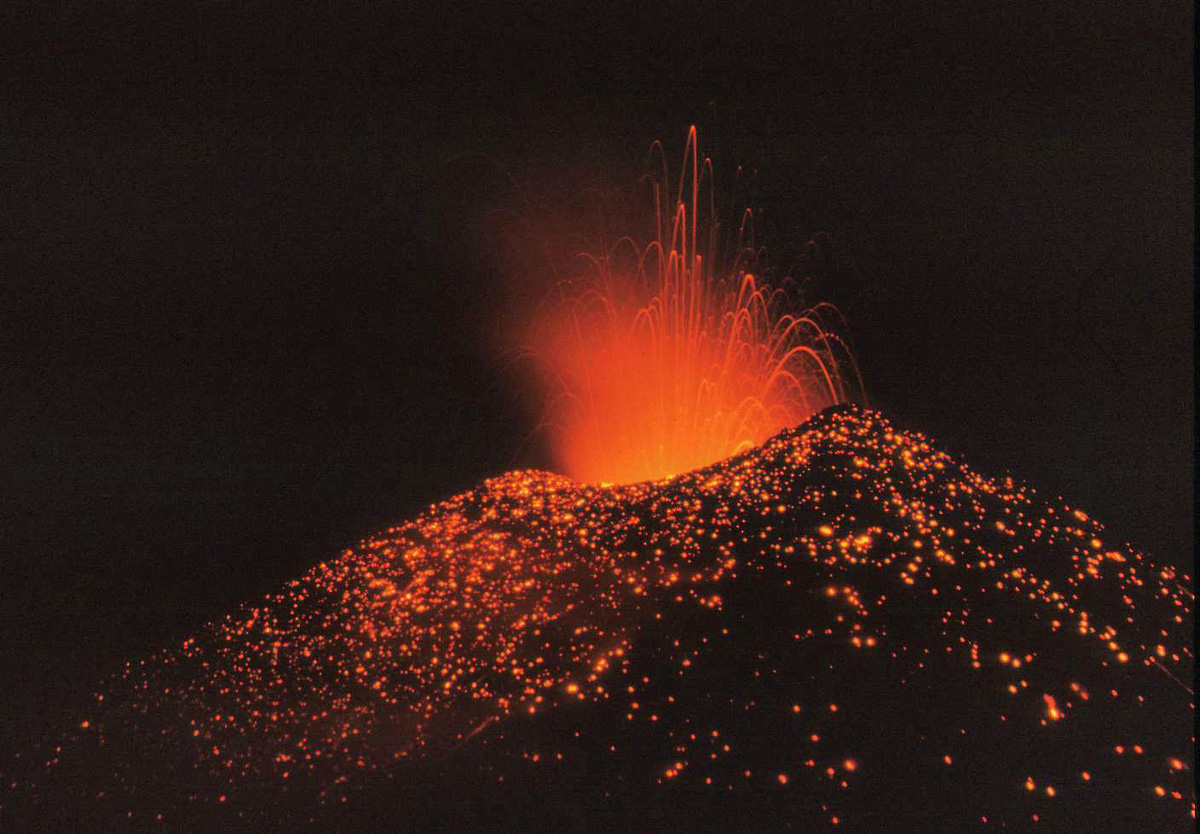
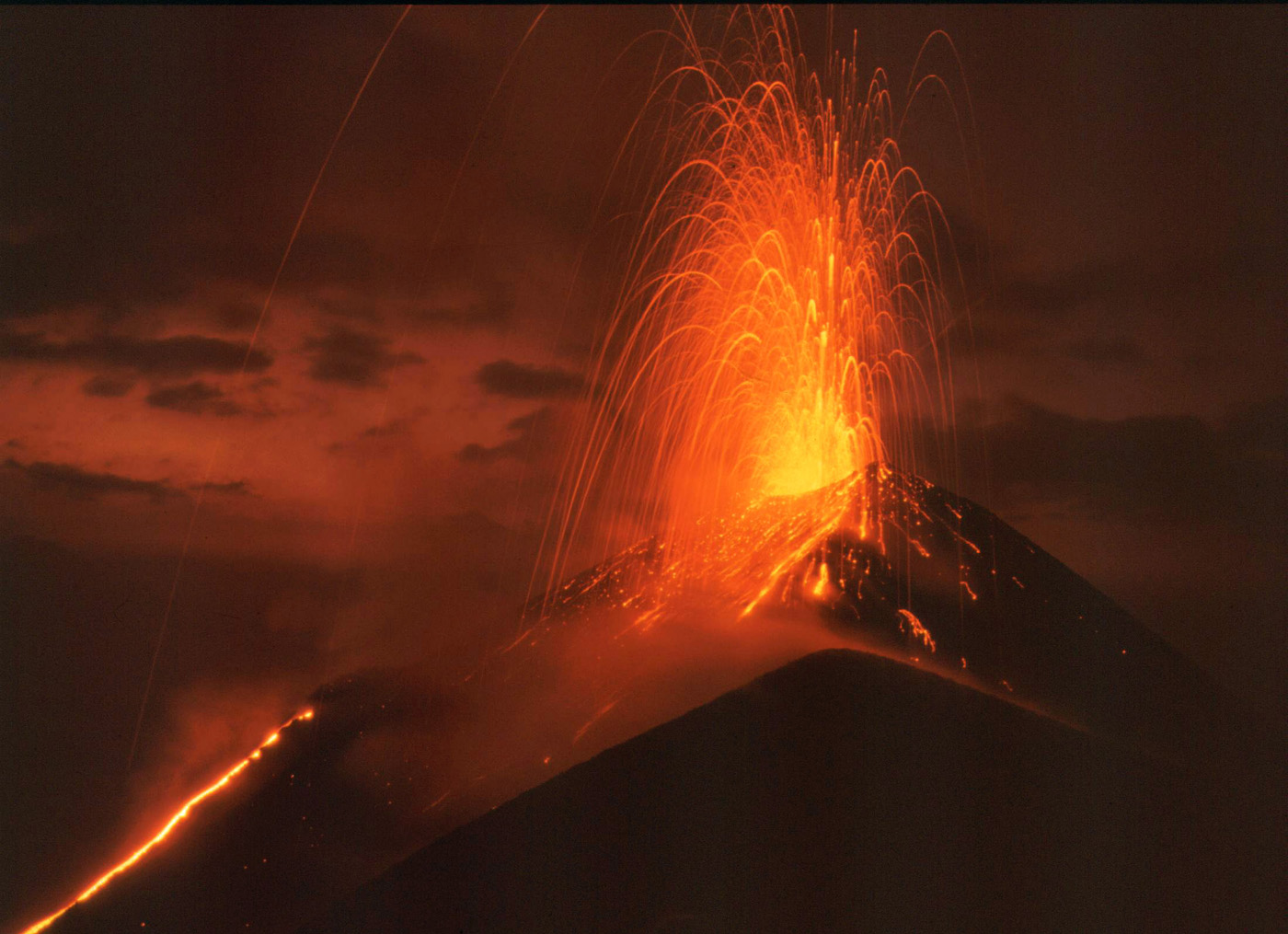
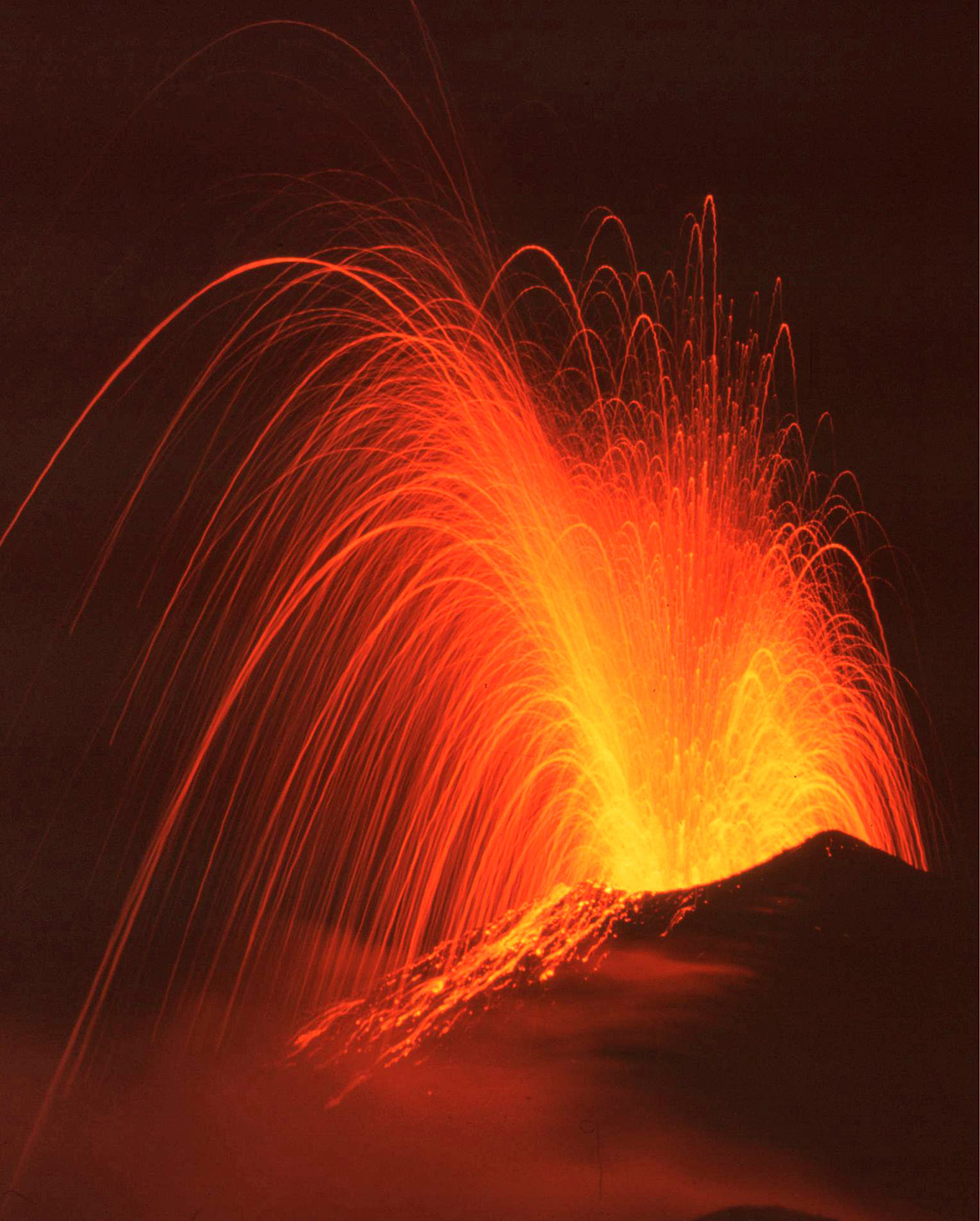
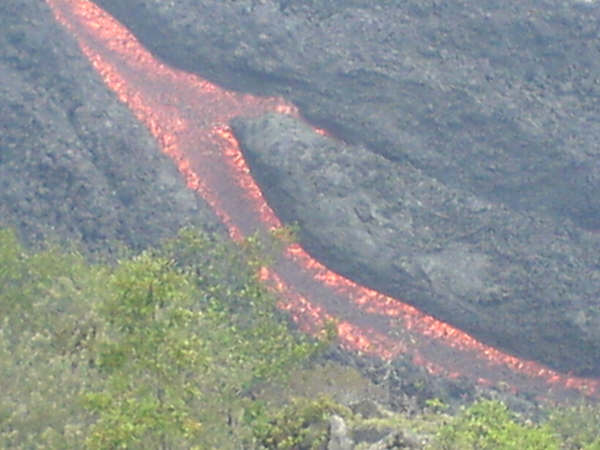